# 1993年世界博览会

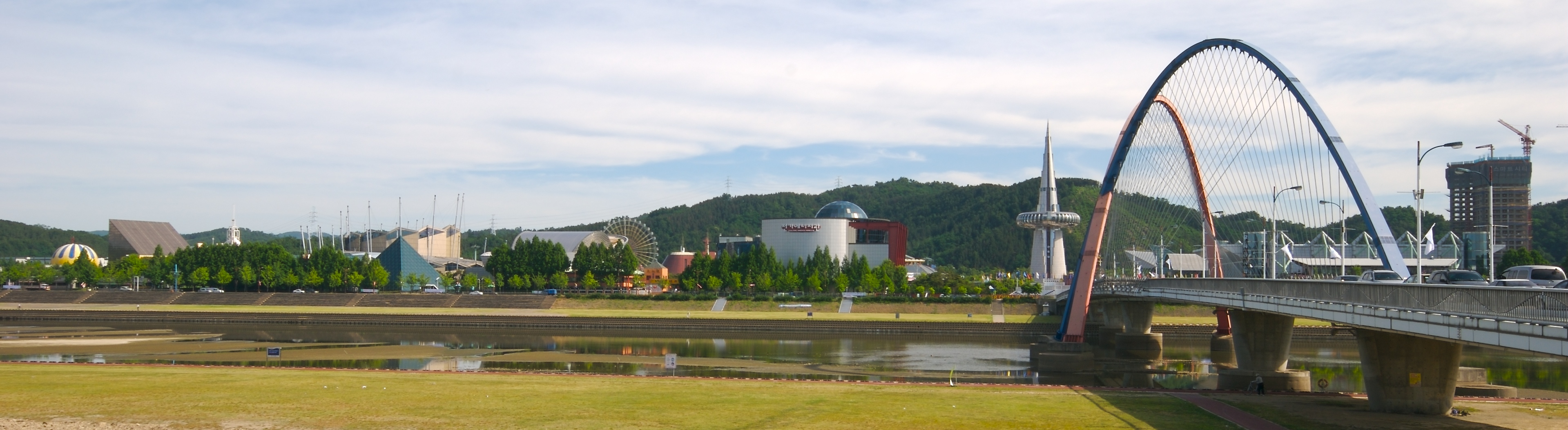
大田世博览会公园

1993年世界博览会于1993年8月7日至1993年11月7日在韩国大田广域市召开。此次博览会是韩国继1988年汉城奥运会后的又一次世界性盛事。有108个国家和33个国际组织33个参加了大田世博会，是当时世界博览会历史上参展国及国际组织最多的一次。此次世博会历经93天，共接待观众1,400万人次(外国观众67万人次)。

## 吉祥物和会徽

### 吉祥物
大田世博会吉祥物为“梦精灵”。是一个能施展各种本领的宇宙小精灵的形象，表达了人类对科学技术的梦想。

### 会徽
大田世博会会徽是太极符号的变化图形。运动的视觉形态好似韩国传统舞蹈，腾跃的气势正与起飞之路的大会主题相呼应。

## 场馆
大田世博会历经3年半的筹划和建设，投资总额达20多亿美元。大田世博会由展示区和支援设施区两部份构成，总占地90.1万平方米。展示区占地24.9万平方米，由国际展示区和永久展示区构成；支援设施区占地65．2万平方米，由管理、供应、娱乐及停车场等设施构成。
世博会建有光明塔、世博桥等标志性建筑。 

## 资料来源
1. ↑  .   [2012-07-03]. （原始内容存档于2010-01-28）.
2. ↑  韩国大田世博会吉祥物[]，标志网
3. ↑  1993年韩国大田世博会简介 （页面存档备份，存于），腾讯世博

## 外部連結
- Expo 1993
- BIE官网 (EN)（页面存档备份，存于）